# 西原 (東京都北區)
西原（日语：／ Nishigahara */?）是東京都北區的町名。現行行政地名為西原一丁目至西原四丁目。已實施住居表示。

## 地理
位於東京都北區西南端的武藏野台地，北鄰瀧野川與王子本町、岸町，西接王子、堀船、榮町與上中里，南連中里，西通豐島區駒込與西巢鴨。南北向的本鄉通通過地區中央。

### 地價
根據2014年（平成26年）1月1日的公告地價，西原3-40-12的住宅地價為39萬5000日圓/m2。

## 歷史
江戶時代，此地設有日光御成道的一里塚。
1889年（明治22年）町村制施行，此地為北豐島郡瀧野川村（1913年町制施行後為瀧野川町）大字西原。1932年（昭和7年）編入東京市後改制為瀧野川區，大字西原為西原町。1947年（昭和22年），瀧野川區與王子區合併成立北區。1953年（昭和28年）町名整理，西原町一部分成立西原一丁目〜四丁目。
1965年，西原一丁目〜四丁目實施住居表示。1976年，未實施住居表示的西原町剩餘地區編入西原一丁目（部分編入中里二丁目）。西原町廢止。

### 地名由來
意為平塚城（平塚神社）的西方平坦地。

### 町名變遷
| 實施後     | 實施年月日                                            | 實施前             |
| ---------- | ----------------------------------------------------- | ------------------ |
| 西原一丁目 | 1965年（昭和40年）7月1日 （1976年5月1日舊西原町編入） | 西原一丁目，西原町 |
| 西原二丁目 | 1965年（昭和40年）7月1日 （1976年5月1日舊西原町編入） | 西原二丁目         |
| 西原三丁目 | 1965年（昭和40年）7月1日 （1976年5月1日舊西原町編入） | 西原三丁目         |
| 西原四丁目 | 1965年（昭和40年）7月1日 （1976年5月1日舊西原町編入） | 西原四丁目         |

## 交通

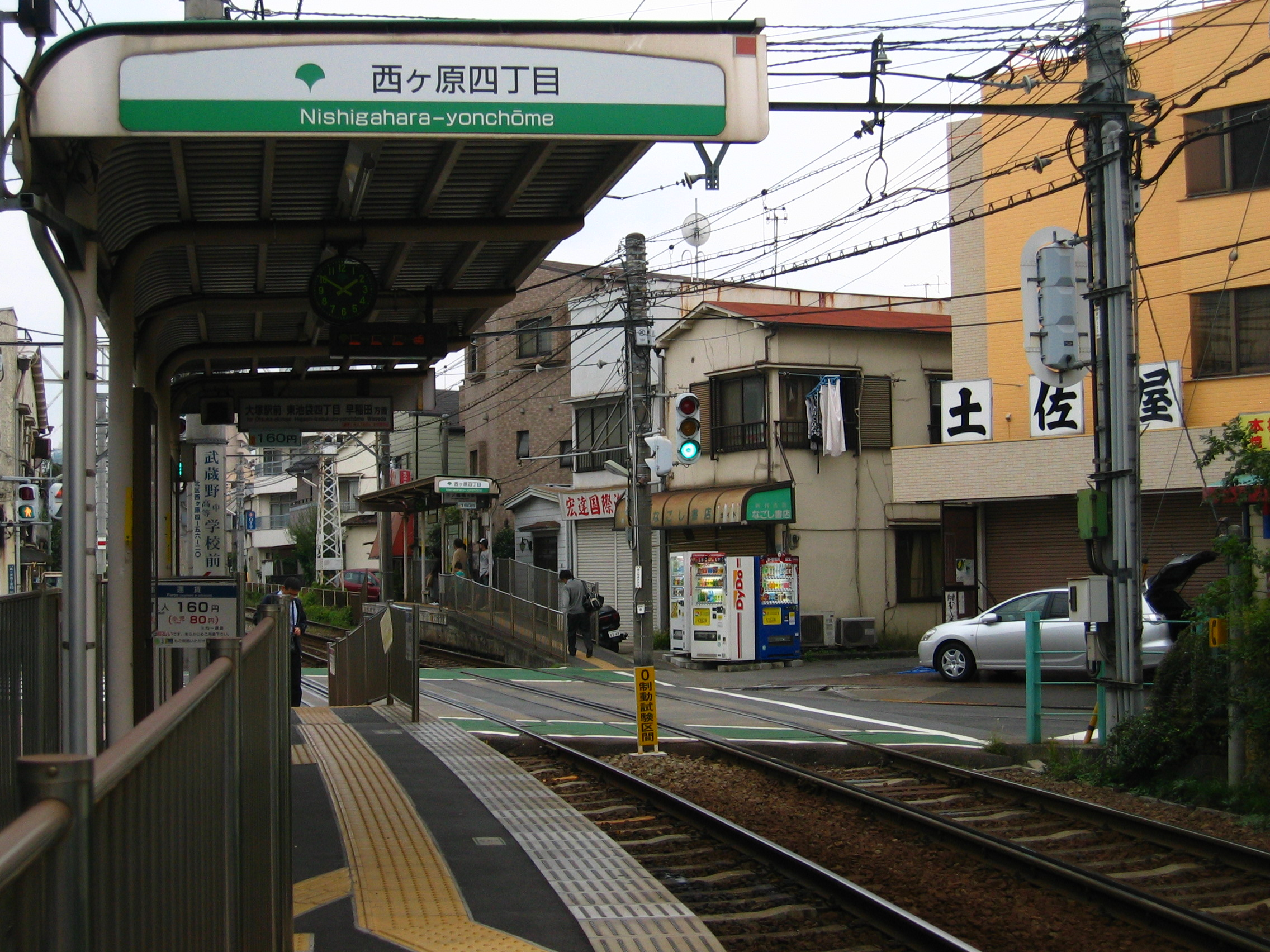
都電西原四丁目停留場

### 鐵道
- 東京地下鐵南北線 西原站
- 東京都交通局荒川線 西原四丁目停留場

### 道路
- 東京都道455號本鄉赤羽線（日语：東京都道455号本郷赤羽線）（本鄉通）

### 路線巴士
本鄉通上可搭乘北區社區巴士（Kバス）王子、駒込線。西原的巴士站有「舊古河庭園」、「花與森之東京醫院」、「一里塚」三處。

## 設施

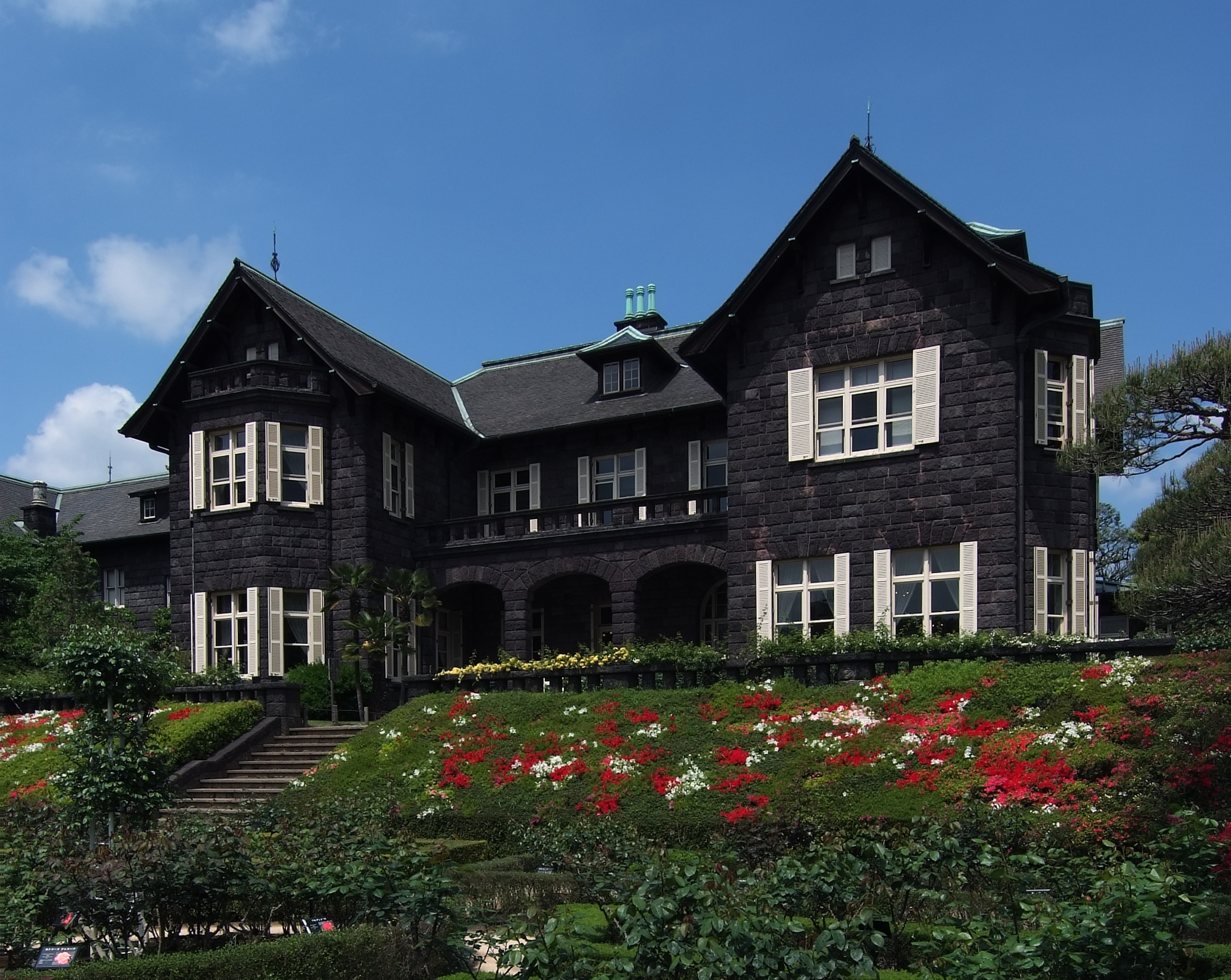
舊古河庭園

- 國立印刷局瀧野川工場
  - 國立印刷局東京醫院（日语：国立印刷局東京病院）
- 瀧野川消防署
- 瀧野川警察署（日语：滝野川警察署）
- 瀧野川會館
  - 北區役所瀧野川區民事務所
  - 瀧野川文化中心
- 瀧野川福祉保健中心
- 飛鳥山公園（東南一部分）
  - 澀澤資料館
- 西原公園
- 瀧野川公園
- 舊古河庭園：舊古河男爵邸
- 東京歌德紀念館（東京ゲーテ記念館）

## 教育機關

### 公立
- 北區立飛鳥中學校
- 北區立瀧野川小學校
- 北區立西原小學校

### 私立
- 武藏野中學校、高等學校（日语：武蔵野中学校・高等学校）

## 史跡
- 七社神社（日语：七社神社 (東京都北区)）
- 不動院
- 昌林寺（日语：昌林寺 (東京都北区)） - 曹洞宗寺院
- 無量寺
- 城官寺 - 擔任江戶幕府將軍家奧醫、醫學館（日语：医学館）總裁的多紀家菩提寺。
- 西原一里塚
- 西原貝塚
- 二本榎保存之碑

## 備註
1. ↑  世帯と人口｜東京都北区 的存檔，存档日期2014-09-13.
2. ↑  国史跡西原一里塚 （页面存档备份，存于）,2011-01-13閲覧。
3. ↑  北区コミュニティバス《愛称名「Kバス」》のご案内｜東京都北区 （页面存档备份，存于） 2014年3月9日閲覧。